# Louis Aragon
Louis Aragon (3 tháng 10 năm 1897 – 24 tháng 12 năm 1982) – nhà thơ, nhà văn, nhà chính trị Pháp, thành viên của Viện hàn lâm Goncourt.

## Tiểu sử
Louis Aragon sinh ở Paris, là con ngoài giá thú của bà Marguerite Toucas-Massillon và nghị sĩ Louis Andrieux. Andrieux là một người đã lớn tuổi và có gia đình, nhưng đã quyến rũ bà Marguerite và sau đó nhẫn tâm vứt bỏ bà. Louis Aragon được nuôi dưỡng bởi bà ngoài, mà ông tưởng là mẹ ruột, và mẹ, mà ông tưởng là chị ruột. Ông có nghe lờ mờ dư luận nhưng không biết rõ sự thật. Mãi đến khi 19 tuổi, trước khi đi lính, ông mới được kể cho toàn bộ sự thật về xuất thân và về người cha ruột vô trách nhiệm đã vứt bỏ vợ con. Cho đến cuối đời Louis Andrieux vẫn không chịu nhận con ruột của mình.
Louis Aragon học Đại học Y ở Paris. Sau này, Aragon chọn bút danh cho mình lấy tên của một vùng đất lịch sử ở Tây Ban Nha.
Thời trẻ Aragon gần gũi với các nhóm văn sĩ theo chủ nghĩa đa đa và chủ nghĩa siêu thực. Năm 1927 gia nhập Đảng Cộng sản Pháp và tích cực tham gia các hoạt động báo chí. Năm 1932 cùng đoàn các nhà văn Quốc tế đến thăm vùng Ural của Liên Xô. Ấn tượng của chuyến đi này được Aragon thể hiện trong tập thơ Hourra l'Oural, (Hoan hô Ural, 1934). Vợ của Aragon là Elsa Triolet, là một cô gái Liên Xô gốc Do Thái. Elsa Triolet là chị gái của Lilya Brich, vợ của nhà thơ Nga nổi tiếng Vladimir Mayakovsky, bản thân Elsa Triolet cũng là một nhà văn nổi tiếng.
Thời kỳ Thế chiến II, Aragon tham gia phong trào Kháng chiến, là nhà thơ tiêu biểu nhất của phong trào này. Các tập thơ Le Crève-Cœur, (Dao trong tim, 1941); Les Yeux d'Elsa, (Đôi mắt Elsa, 1942); thể hiện lòng yêu nước và sự quay về với những đề tài tình yêu cổ điển.
Ngoài thơ ca, Aragon còn là một nhà văn nổi tiếng với nhiều tác phẩm có giá trị về những vấn đề của văn học hiện đại. Louis Aragon mất ở Paris năm 1982.

## Tác phẩm
Văn xuôi:
- Anicet ou le Panorama, 1921
- Les Aventures de Télémaque, 1922
- Le Libertinage, 1924
- Le Paysan de Paris (Người nông dân Paris), 1926
- Le Con d'Irène, 1927 (sous le nom d'Albert de Routisie)
- Les Cloches de Bâle, 1934 («Le Monde réel»)
- Les Beaux Quartiers (Những khu phố đep), 1936 («Le Monde réel»), Prix Renaudot
- Les Voyageurs de l'Impériale (Những hành khách trên xe), 1942 («Le Monde réel»)
- Aurélien, 1944 («Le Monde réel»)
- Servitude et Grandeur des Français. Scènes des années terribles, 1945
- Les Communistes (Những người cộng sản, 6 tập), 1949—1951 et 1966—1967 («Le Monde réel»)
- La Semaine Sainte (Tuần lễ thánh), 1958
- La Mise à mort, 1965
- Blanche ou l'oubli, 1967
- Henri Matisse, roman, 1971
- Théâtre/Roman, 1974
- Le Mentir-vrai, 1980
- La Défense de l'infini, 1986
- Les Aventures de Jean-Foutre La Bite, 1986

Thơ:
- Le Musée Grévin, publié sous le pseudonyme de François la Colère
- La rose et le réséda
- Feu de joie (Lửa vui), 1919
- Le Mouvement perpétuel, 1926
- La Grande Gaîté, 1929
- Persécuté persécuteur, 1930—1931
- Hourra l'Oural (Hoan hô Ural), 1934
- Le Crève-Cœur (Nát lòng), 1941
- Cantique à Elsa, 1942
- Les Yeux d'Elsa (Đôi mắt Elsa), 1942
- Brocéliande, 1942
- Le Musée Grevin, 1943
- La Diane Française, 1945
- En étrange pays dans mon pays lui-même, 1945
- Le Nouveau Crève-Cœur (Nát lòng II), 1948
- Le Roman inachevé (Cuốn tiểu thuyết chưa hoàn thành), 1956
- Elsa, 1959
- Les Poètes, 1960
- Le Fou d'Elsa (Anh chàng say đắm Elsa), 1963
- Il ne m'est Paris que d'Elsa, 1964
- Les Chambres, poème du temps qui ne passe pas, 1969

## Một số bài thơ
| Les Yeux d'Elsa Tes yeux sont si profonds qu'en me penchant pour boire J'ai vu tous les soleils y venir se mirer S'y jeter à mourir tous les désespérés Tes yeux sont si profonds que j'y perds la mémoire À l'ombre des oiseaux c'est l'océan troublé Puis le beau temps soudain se lève et tes yeux changent L'été taille la nue au tablier des anges Le ciel n'est jamais bleu comme il l'est sur les blés Les vents chassent en vain les chagrins de l'azur Tes yeux plus clairs que lui lorsqu'une larme y luit Tes yeux rendent jaloux le ciel d'après la pluie Le verre n'est jamais si bleu qu'à sa brisure Mère des Sept douleurs ô lumière mouillée Sept glaives ont percé le prisme des couleurs Le jour est plus poignant qui point entre les pleurs L'iris troué de noir plus bleu d'être endeuillé Tes yeux dans le malheur ouvrent la double brèche Par où se reproduit le miracle des Rois Lorsque le coeur battant ils virent tous les trois Le manteau de Marie accroché dans la crèche Une bouche suffit au mois de Mai des mots Pour toutes les chansons et pour tous les hélas Trop peu d'un firmament pour des millions d'astres Il leur fallait tes yeux et leurs secrets gémeaux L'enfant accaparé par les belles images Écarquille les siens moins démesurément Quand tu fais les grands yeux je ne sais si tu mens On dirait que l'averse ouvre des fleurs sauvages Cachent-ils des éclairs dans cette lavande où Des insectes défont leurs amours violentes Je suis pris au filet des étoiles filantes Comme un marin qui meurt en mer en plein mois d'août J'ai retiré ce radium de la pechblende Et j'ai brûlé mes doigts à ce feu défendu Ô paradis cent fois retrouvé reperdu Tes yeux sont mon Pérou ma Golconde mes Indes Il advint qu'un beau soir l'univers se brisa Sur des récifs que les naufrageurs enflammèrent Moi je voyais briller au-dessus de la mer Les yeux d'Elsa les yeux d'Elsa les yeux d'Elsa Nous dormirons ensemble Que ce soit dimanche ou lundi Soir ou matin minuit midi Dans l'enfer ou le paradis Les amours aux amours ressemblent C'était hier que je t'ai dit Nous dormirons ensemble C'était hier et c'est demain Je n'ai plus que toi de chemin J'ai mis mon cœur entre tes mains Avec le tien comme il va l'amble Tout ce qu'il a de temps humain Nous dormirons ensemble Mon amour ce qui fut sera Le ciel est sur nous comme un drap J'ai refermé sur toi mes bras Et tant je t'aime que j'en tremble Aussi longtemps que tu voudras Nous dormirons ensemble Il n'y a pas d'amour heureux Rien n'est jamais acquis à l'homme. Ni sa force Ni sa faiblesse ni son coeur. Et quand il croit Ouvrir ses bras son ombre est celle d'une croix; Et quand il croit serrer son bonheur il le broie. Sa vie est un étrange et douloureux divorce; Il n'y a pas d'amour heureux. Sa vie, elle ressemble à ces soldats sans armes Qu'on avait habillés pour un autre destin. A quoi peut leur servir de ce lever matin Eux qu'on retrouve au soir désoeuvrés incertains. Dites ces mots ma vie et retenez vos larmes; Il n'y a pas d'amour heureux. Mon bel amour mon cher amour ma déchirure Je te porte en moi comme un oiseau blessé Et ceux-là sans savoir nous regardent passer Répétant après moi les mots que j'ai tressés Et qui pour tes grands yeux tout aussitôt moururent Il n'y a pas d'amour heureux. Le temps d'apprendre à vivre il est déjà trop tard Que pleurent dans la nuit nos coeurs à l'unisson Ce qu'il faut de malheur pour la moindre chanson Ce qu'il faut de regrets pour payer un frisson Ce qu'il faut de sanglots pour un air de guitare Il n'y a pas d'amour heureux. Il n'y a pas d'amour qui ne soit douleur. Il n'y a pas d'amour dont on ne soit meurtri. Il n'y a pas d'amour dont on ne soit flétri. Et pas plus que de toi l'amour de la patrie Il n'y a pas d'amour qui ne vive de pleurs. Il n'y a pas d'amour heureux. Mais c'est notre amour à tous les deux. Les Poissons noirs La quille de bois dans l'eau blanche et bleue Se balance a peine Elle enfonce un peu Du poids du pecheur couche sur la barge Dans l'eau bleue et blanche il traine un pied nu Et tout l'or brise d'un ciel inconnu Fait au bateau brun des soleils en marge Filets filets blonds filets filets gris Dans l'eau toute bleue ou le jour est pris Les lourds poissons noirs revent du grand large. LBallade de celui qui chanta dans les supplices Et s'il était à refaire Je referais ce chemin Une voix monte des fers Et parle des lendemains Et s'il était à refaire Je referais ce chemin Une voix monte des fers Et parle des lendemains Tu peux vivre tu peux vivre Tu peux vivre comme nous Dis le mot qui te délivre Et tu peux vivre à genoux" Et s'il était à refaire Je referais ce chemin La voix qui monte des fers Parle pour les lendemains Rien qu'un mot la porte cède S'ouvre et tu sors Rien qu'un mot Le bourreau se dépossède Sésame Finis tes maux Rien qu'un mot rien qu'un mensonge Pour transformer ton destin Songe songe songe songe A la douceur des matins Et si c'était à refaire Je referais ce chemin La voix qui monte des fers Parle aux hommes de demain J'ai tout dit ce qu'on peut dire L'exemple du Roi Henri Un cheval pour mon empire Une messe pour Paris Rien à faire Alors qu'ils partent Sur lui retombe son sang C'était son unique carte Périsse cet innocent Et si c'était à refaire Referait-il ce chemin La voix qui monte des fers Dit je le ferai demain Je meurs et France demeure Mon amour et mon refus O mes amis si je meurs Vous saurez pour quoi ce fut Ils sont venus pour le prendre Ils parlent en allemand L'un traduit Veux-tu te rendre Il répète calmement Et si c'était à refaire Je referais ce chemin Sous vos coups chargés de fers Que chantent les lendemains Il chantait lui sous les balles Des mots sanglant est levé D'une seconde rafale Il a fallu l'achever Une autre chanson française A ses lèvres est montée Finissant la Marseillaise Pour toute l'humanité | Đôi mắt Enxa Anh uống đã hạnh phúc trong đôi mắt sâu thẳm của em Thấy tất cả mặt trời cũng đến đây chiêm ngưỡng Vì đôi mắt này mà đã chết đi bao nhiêu tuyệt vọng Trong đôi mắt sâu anh đánh mất trí nhớ của mình. Trong bóng của bầy chim, biển cả dậy sóng lên Và trong ngày đẹp trời đôi mắt em thay đổi Hè may áo cho thiên thần từ những làn mây rối Trời ở đâu xanh hơn như lúa mạch trên đồng. Những ngọn gió vô vọng xua nỗi buồn thiên thanh Đôi mắt em sáng hơn khi mắt tuôn dòng lệ Đôi mắt em trước cơn mưa với trời xanh ghen tỵ Kính không đâu xanh bằng nơi kính vỡ viền xanh. Bảy nỗi đau Đức Mẹ làm ánh sáng ẩm ướt hơn Bảy thanh kiếm xuyên vào giữa tâm bao màu sắc Ngày buồn nhất đến giữa những dòng nước mắt Mắt đen đã xanh hơn khi cảm thấy nỗi đau buồn. Như hai mặt nước hồ, đôi con mắt màu xanh Làm tái hiện sự diệu kỳ trong cái ngày Đạo sĩ Đã bồi hồi khi nhìn thấy ngôi nhà của Chúa Và trên máng cỏ mẹ Maria ba chiếc áo choàng. Chỉ cần một bờ môi là đủ cho cả mùa xuân Để nói lên những lời, để hát lên bao câu hát Nhưng cả triệu triệu ngôi sao, một bầu trời quá chật Cần đôi mắt em, cần những bí mật của mắt em. Khi đứa bé nhìn tấm hình, nó mới lạ lùng chưa Đôi mắt nó mở to nhưng cũng không đến nỗi Như đôi mắt em, không biết rằng em có dối Đôi mắt mở ra như hoa dại nở dưới mưa. Tia chớp ẩn mình trong oải hương lấp lánh Nơi lũ côn trùng đang chối bỏ yêu thương Giữa bao vì tinh tú anh đánh mất con đường Như người thủy thủ chết chìm trong tháng tám. Anh lấy ra từ quặng mỏ chất ra-đi-um Dù cho bàn tay anh bị thiêu trong lửa cháy Một trăm lần thiên đường đánh mất rồi trở lại Đôi mắt em là Peru, là Ấn Độ, Hồng Kông. Và nếu như một ngày vũ trụ nổ tung ra Và con tàu của anh mắc kẹt vào bãi đá Thì anh sẽ vẫn thấy sáng ngời trên biển cả Đôi mắt Enxa, đôi mắt Enxa, đôi mắt Enxa. Ngủ chung Dù buổi tối, buổi đêm, buổi sáng, buổi chiều Dù thiên đàng hay ở nơi địa ngục Dù ngày thứ hai hay ngày chủ nhật Hai đứa mình vẫn sống để mà yêu. Ngày hôm qua anh đã nói với em Rằng chúng mình sẽ ngủ chung em nhé Ngày hôm qua, rồi ngày mai vẫn thế Không nơi nao anh còn phải đi tìm. Anh đặt tim mình vào bàn tay em Hai con tim sẽ hòa chung nhịp đập Dù thời gian trên đầu ta bay lướt Thì hai đứa mình vẫn cứ ngủ chung. Thời gian trôi vẫn đằm thắm cuộc tình Tấm màn che trên đầu ta vẫn sáng Anh ôm em vào lòng rất đằm thắm Và yêu em, như ngày ấy, vẫn run. Đến một ngày em còn nói rằng yêu Thì chúng mình sẽ còn ngủ với nhau. Tình hạnh phúc không hề có Con người chẳng có quyền gì. Không ở trong sức mạnh Không ở trong tim, trong sự yếu đuối của mình Khi dang rộng vòng tay – thì tai họa đứng sau lưng Xiết chặt vào lòng – là giết mình mãi mãi Sự hành hạ con người đôi cánh rộng mở ra Tình hạnh phúc không hề có. Bị tước mất vũ khí, đời người lính còn gì Khi người ta đem đặt thứ khác vào số phận Mỗi buổi sáng thức giấc thấy đời trống vắng Rồi chờ đợi buổi chiều với một nỗi buồn thương Không cần nước mắt đâu. Đó là cuộc đời anh Tình hạnh phúc không hề có. Tình của anh và nỗi đau, nỗi đau đớn của anh Như con chim bị thương, em trong tim anh đó Anh và em bước đi dưới ánh mắt thiên hạ. Anh bện vào những lời rồi nhắc lại những lời anh Vì đôi mắt của em mà người ta xin chết sẵn sàng Tình hạnh phúc không hề có. Không, ta đã muộn màng để học cách sống từ đầu Cứ để cho hai con tim trong buổi chiều cùng đau khổ Cần đau đớn để cho bài ca sinh hạ Và lòng thương, khi đám cháy đã không còn Cần thổn thức để cùng cây đàn ghi ta hát lên Tình hạnh phúc không hề có. Không có trên đời tình yêu mà không biết đến đau thương Không có trên đời tình yêu mà khổ đau không mang đến Không có trên đời tình yêu mà không sống bằng đau đớn Và anh cũng như em, vẫn yêu đất nước quê hương Không có tình yêu mà không có nước mắt, đau buồn Tình hạnh phúc không có nhưng tình vẫn sống Và đâu phải vì điều này mà anh hết yêu em. Sao cá đen Bầu trời xanh soi mình trên dòng nước Một con thuyền trên sóng nước tròng trành Con thuyền nghiêng, nghiêng hẳn về một bên Người đánh cá khỏa chân trên dòng nước. Ánh mặt trời vàng, lăn tăn gợn nước Khi thuyền ghé vào lớp cát tận cùng Người vẽ những tia sáng tối đan xen Ngày giấu mình sâu trong làn nước biếc Trong mắt Thiên ngư đọng một nỗi buồn. Bản dịch của Nguyễn Viết Thắng Bài ca của người hát trong ngục tù tra tấn Nếu phải đi trở lại Tôi đi lại đường này Một tiếng từ ngục tối Nói đến những ngày mai Nghe nói trong nhà giam Có hai người đêm ấy Bảo thầm anh Đầu hàng Mày chán đời sao vậy Mày có thể có thể Có thể sống như tao Nói đi một tiếng nhé Mày được sống cúi đầu Nếu phải đi trở lại Tôi đi lại đường này Một tiếng từ ngục tối Nói cho những ngày mai Chỉ một tiếng cửa mở Một tiếng một tiếng thôi Tên giết người hối hả Cửa mở Hết khổ rồi Chỉ một tiếng giả dối Thay đổi cả đời này Hãy nghĩ tới nghĩ tới Ấm dịu những ban mai Nếu phải đi trở lại Tôi đi lại đường này Một tiếng từ ngục tối Nói với người ngày mai Tôi nói điều phải nói Như xưa vua Hăngri Tổ quốc cần con ngựa Cầu kinh vì Pari Chẳng được gì Chúng cút Anh nhận chết phần anh Ấy con đường duy nhất Người vô tội bỏ mình Nếu phải đi trở lại Tôi đi lại đường này Tiếng nói từ ngục tối Tôi sẽ đi ngày mai Tôi chết còn nước Pháp Tình tôi hành động tôi Bạn ơi nếu tôi chết Bạn biết vì sao rồi Chúng đến để bắt anh Hai thằng nói tiếng Đức Một thằng dịch Đầu hàng Anh bình tĩnh liền đáp Nếu phải đi trở lại Tôi đi lại đường này Dưới gông cùm lửa sắt Ca hát những ngày mai Anh hát dưới làn đạn Cờ đỏ dựng lên rồi! Chúng bắn một loạt nữa Anh từ giã cuộc đời Một bài ca nước Pháp Bay ra từ đôi môi Tiếp theo bài ca trước Cho tất cả loài người Bản dịch của Tế Hanh |